# Yüksel Böke
Yüksel Böke (1931 – marzo 2016) è stato un cestista e nuotatore turco.

## Carriera
Con la Turchia ha disputato Campionati europei del 1955.